# ناروس (شركة)
شركة ناروس (بالإنجليزية: Narus) هي شركة إسرائيلية متخصصة في تطوير برمجيات مراقبة وتحليل البيانات المنقولة عبر شبكات المعلومات، بقدرات خاصة للتجسس على كم كبير من البيانات حال مرورها في الشبكة ويقع مقرها في الولايات المتحدة، الهند. هي تابعة لبوينغ.

## أدارة الشركة
أسس الشركة عام 1997 فريق من الإسرائيليين يقودهم أوري كوهين. في عام 2004 ضمت الشركة إلى مجلس إدارتها النائب السابق لوكالة الأمن القومي الأميركي وليام كرويل.

## تمويل وملكية الشركة
قامت عدة شركات رأس المال المخاطر الأميركية والإسرائيلية بتمويل ناروس. في عام 2010 استحوذت شركة بوينغ بالكامل على شركة ناروس.

## منتجات الشركة
أحد أهم منتجات الشركة هو جهاز "ناروس إنسايت"، والذي يقوم بمراقبة وتحليل حي للبيانات المنقولة من وإلى مستخدمي الإنترنت بواقع عشرات الآلاف من المستخدمين في نفس الوقت للجهاز الواحد، وذلك بطريقة مشابهة من حيث المبدأ لأنظمة أشيلون و كارنيفور.

## نشاط الشركة في العالم العربي
في عام 2006، وذلك قبل تحول الشركة إلى الملكية الأميركية، قامت بتوقيع اتفاقية مع شركة جيزة سيستمز المصرية تقوم من خلالها الأخيرة بشراء وتركيب أنظمة الشركة الإسرائيلية في السعودية وليبيا ومصر والسلطة الفلسطينية.

## الدعوى القضائية ضد الشركة
أدت المراقبة الحية للعمود الفقري للإنترنت والذي ركبته شركة إي تي آند تي بالتنسيق مع وكالة الأمن القومي الأميركي باستخدام تقنيات شركة ناروس إلى رفع قضية ضد إي تي آند تي من قبل مؤسسة التخوم الإلكترونية.

## وصلات خارجية
- موقع الشركة
- مقال حول الشركة من صحيفة هآرتز - يوليو 2006